# 韦尔万区
韦尔万区（法語：arrondissement de Vervins）是法国埃纳省所辖的一个区。总面积1657.8平方公里，总人口71236，人口密度43人/平方公里（2018年）。主要城镇为韦尔万。

## 辖区
韦尔万区辖有160个市镇。